# Vrijheidsbeweging (partij)
De Vrijheidsbeweging (Movimiento Libertad) was een politieke partij in Peru sinds 1987.

## Geschiedenis
De aanleiding voor de oprichting van de partij kwam in 1987, toen president Alan García van de APRA probeerde de banken te nationaliseren. Als gevolg ontstond er een grote tegenstand die aangevoerd werd door Mario Vargas Llosa, met het doel deel te nemen aan de verkiezingen van 1990.
In 1989 vormde de partij met Actie van het Volk en de Christelijke Volkspartij de alliantie Democratisch Front (Fredemo), waarmee meegedaan werd aan de gemeentelijke verkiezingen van 1989 en de presidentsverkiezingen van 1990. De kandidaat Juan Incháustegui in de hoofdstad Lima behaalde een tweede plaats, evenals Vargas bij de presidentsverkiezingen die hij verloor van Alberto Fujimori. Niettemin werd een meerderheid in het Peruviaanse congres behaald.
De Vrijheidsbeweging besloot niet mee te doen aan de congresverkiezingen van 1992, na de machtsgreep van Fujimori het jaar ervoor, omdat het partijkader dit als een teken van bevestiging van de zittende macht beschouwde.